# Gasdotto Iran-Armenia
Il gasdotto Iran-Armenia è un gasdotto di 140 chilometri (87 mi) che va dall'Iran dall'Armenia. I 100 chilometri (62 mi) lungo il tratto iraniano vanno da Tabriz al confine Iran-Armenia. La sezione armena va dalla regione di Meghri a Kajaran e altri 197 chilometri (122 mi) di gasdotto sono previsti per raggiungere il centro del Paese, dove si collegherà con la rete di distribuzione esistente.

## Storia
I piani per la costruzione del gasdotto sono stati inizialmente annunciati il 15 aprile 2002 dal ministro armeno dell'Energia Armen Movsisian. Il gasdotto ha iniziato a operare il 20 dicembre 2006 ed è stato ufficialmente inaugurato dai presidenti Mahmoud Ahmadinejad dell'Iran e Robert Kocharyan dell'Armenia il 19 marzo 2007. Sono in corso discussioni per costruire un secondo gasdotto dall'Iran all'Armenia.

## Caratteristiche tecniche
Il diametro della tubazione è di 700 millimetri (28 in) e costa circa $ 220 milioni. La capacità iniziale del gasdotto è 1,1 miliardi di metri cubi (bcm) di gas naturale all'anno, che saranno aumentati fino a 2,3 bcm entro il 2019. Il contratto è stato firmato per 20 anni. Per ogni metro cubo di gas iraniano, l'Armenia dovrebbe tornare 3 kWh di energia elettrica all'Iran.

## Controversia politica
Molti sospettano che il diametro del gasdotto sia stato ridotto da 1 420 fino a 700 millimetri (56 fino a 28 in) sotto la pressione di Gazprom, che ha acquistato la quota di maggioranza della sezione armena del gasdotto attraverso la sua controllata Armrosgazprom. Se il gasdotto fosse stato costruito con il diametro iniziale, avrebbe consentito all'Iran di esportare sui mercati europei, competendo quindi con l'industria russa del gas naturale. Gli analisti sostengono che il gasdotto era in parte destinato a estendere l'influenza dell'Iran nel Caucaso, tuttavia è stato sottomesso al controllo russo prima che la costruzione finisse.
L'11 novembre 2009, i funzionari armeni hanno riferito di un'esplosione di alcuni tratti del gasdotto all'interno dei confini armeni. Una volta riparato il danno, l'Iran ha ripreso il flusso di gas verso l'Armenia.